# محمد مغلاوي
محمد مغلاوي (5 مايو 1944 في سكيكدة. - 7 مايو 2009 في الجزائر العاصمة) كان سياسياً ووزيراً في الحكومة الجزائرية.
ولد محمد مغلاوي في مدينة سكيكدة شرق الجزائر. سافر إلى كندا لإكمال دراسته وتحصل على شهادة من مدرسة التسيير في مونريال. اشتغل بعدها بين عامي 1976 و1981 مديراً للشركة الجزائرية للحديد والصلب. انتقل بعدها لإدارة شركة ريالسيدار. في عام 1987 التحق بالمجلس الشعبي الوطني الجزائري كنائب عن ولاية عنابة وبقي إلى غاية عام 1990. في عام 1991 تم تعينه وزيرا منتدبا مكلفا بالسكن إلى غاية عام 1992 وفي نفس السنة تم تعينه الوالي العام للعاصمة الجزائرية، وفي عام 1993 أصبح وزيراً للسكن. في عام 1997 تم انتخابه في البرلمان الجزائري كنائب عن ولاية سكيكدة إلى غاية 1999 بعدها عين وزيرا للبريد والاتصالات قبل أن يلتحق بقطاع النقل الذي كان آخر حقيبة وزارية يشرف عليها من عام 2004 حتى 2008.